# Psicrometria
Per psicrometria [dal greco: ψυχρόν (psychrón), freddo e μέτρον (métron), misura] si intende lo studio inerente alla determinazione delle proprietà di un sistema gas-vapore.
I principi della psicrometria vengono applicati a qualunque sistema termodinamico che contenga una miscela gas-vapore, e in particolare in ambito HVAC (heating, ventilating, and air-conditioning) e in meteorologia.

## Concetti utilizzati in psicrometria
Ecco un elenco di alcune grandezze utili nell'ambito della psicrometria:
- umidità assoluta
- umidità relativa
- umidità specifica
- titolo di vapore
- calore specifico umido molare
- temperatura di rugiada (in inglese: dew point)
- temperatura di saturazione adiabatica (in inglese: adiabatic saturation temperature)
- temperatura di bulbo umido (in inglese: wet bulb temperature)

## Rappresentazioni utilizzate in psicrometria

### Diagramma di Carrier

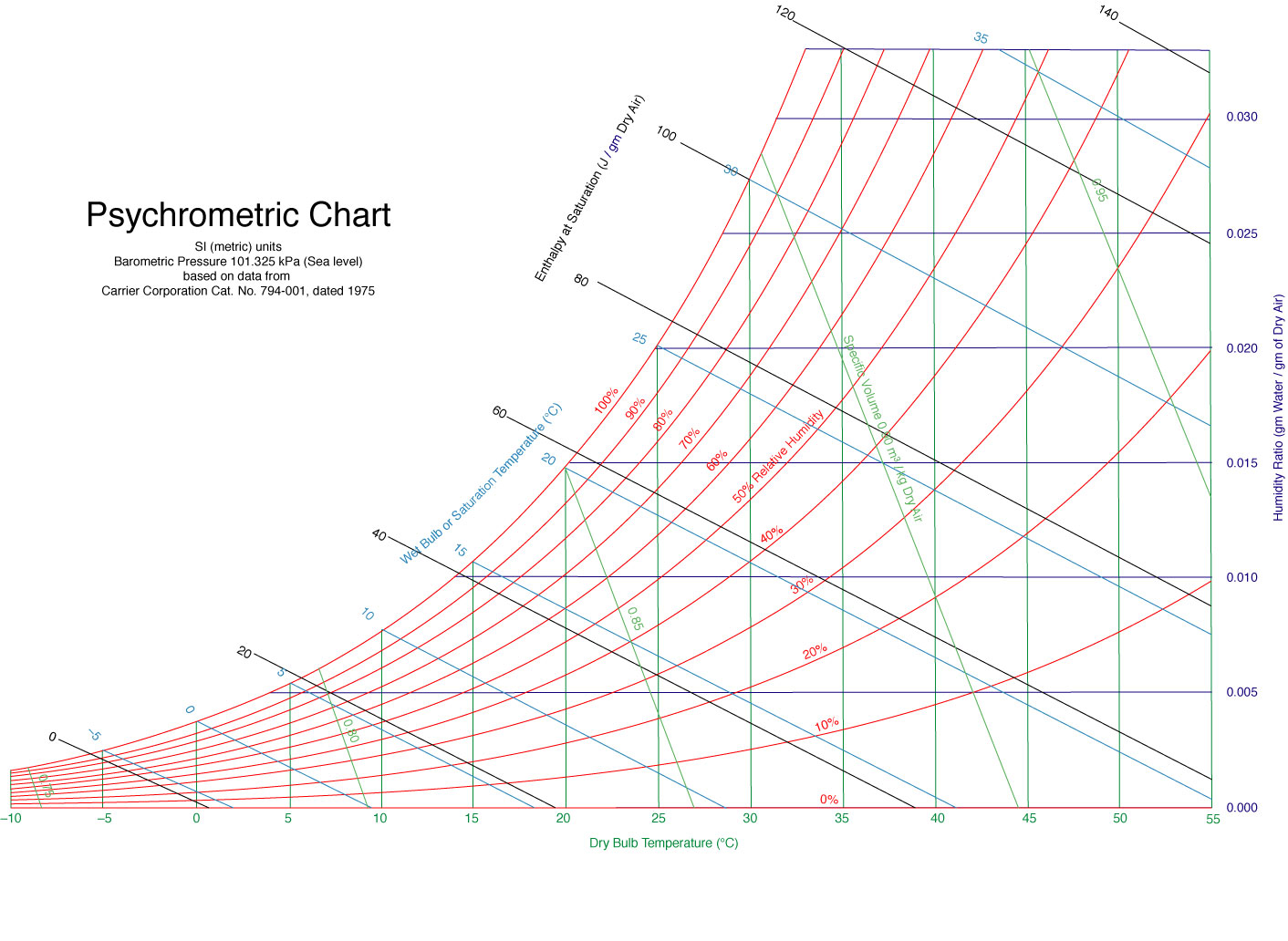
Diagramma di Carrier, utilizzato per stimare le proprietà di un sistema acqua-aria.

Determinazione di alcune grandezze fisiche sul diagramma di Carrier.

Il diagramma di Carrier (anche detto diagramma psicrometrico o diagramma di Grosvenor) viene utilizzato per la determinazione delle proprietà di una miscela acqua-aria a pressione costante.
Possiamo considerare il diagramma come una rappresentazione grafica delle equazioni di stato.
La versatilità del diagramma di Carrier risiede nel fatto che è possibile determinare tutte le grandezze fisiche di interesse dalla conoscenza di 3 grandezze indipendenti (o variabili di stato), una delle quali è la pressione, fissata per ogni specifico diagramma.
È possibile utilizzare il diagramma per stimare graficamente le grandezze caratteristiche della miscela in seguito a una trasformazione termodinamica, questo a patto che la trasformazione sia isobara e alla pressione di riferimento del diagramma utilizzato.
Nel diagramma psicrometrico è individuabile la cosiddetta linea di saturazione, che separa la zona delle nebbie (in cui il sistema è costituito da aria satura d'acqua e acqua liquida dispersa in essa, sotto forma di minutissime gocce o aerosol) dalla zona costituita da aria insatura (in cui il sistema è costituito da una miscela di aria e vapore acqueo).
L'asse delle ascisse del diagramma corrisponde al valore nullo di umidità, per cui corrisponde alle condizioni di aria secca.
Nella zona di aria insatura sono tracciate sul diagramma delle curve a umidità costante, e delle rette oblique, chiamate 'linee di raffreddamento adiabatico, che sono a temperatura di saturazione adiabatica costante. Di queste rette solo il punto di intersezione con la linea di saturazione è di equilibrio, mentre gli altri punti corrispondono a delle condizioni di instabilità.
Se il sistema in esame si trova in una condizione a temperatura TV e umidità assoluta Y (e umidità relativa uR), rappresentata dal punto (TV, Y), al fine di raggiungere l'equilibrio, in condizioni di adiabaticità il punto in questione si sposterà in alto seguendo la linea di raffreddamento, fino a raggiungere il punto (TS, YS) avente temperatura di saturazione adiabatica TS e umidità YS, che si trova sulla linea di saturazione adiabatica. Nel caso del sistema aria-acqua la temperatura di saturazione adiabatica è pari alla temperatura di bulbo umido TW.
A partire dal punto (TV, Y) è inoltre possibile determinare la temperatura di rugiada Tdew tracciando l'orizzontale dal punto fino a incontrare la linea di saturazione.
Oltre alle curve anzidette, sul diagramma di Carrier possono essere rappresentate:
- la curva di volume saturo
- la retta relativa al volume specifico di aria secca
- la retta di calore umido.

A partire dalla temperatura è possibile ricavare il valore del volume umido molare alzando la retta del volume specifico di aria secca un segmento verticale fino alla curva di volume saturo, e quindi dividendo questo segmento di una percentuale pari alla frazione molare x dell'acqua.